# Rise (serie televisiva)
Rise è una serie televisiva statunitense ideata da Jason Katims.
La serie si basa sul libro Drama High di Michael Sokolove, incentrato sull'insegnante Lou Volpe e sul famoso programma teatrale alla Harry S Truman High School nella contea di Bucks, in Pennsylvania.

## Trama
Lou Mazzuchelli, insegnante e marito devoto, decide di prendere il comando del dipartimento di teatro non ispirato della scuola e di rinnovarlo. Al suo fianco c'è Tracey Wolfe, che lavora come assistente alla regia. Insieme, il duo vuole reinventare le presentazioni della scuola e decidere di eseguire il musical "Spring Awakening", una scelta che scatena polemiche tra alcuni genitori e docenti.

## Personaggi e interpreti

### Principali
- Lou "Mr. Mazzu" Mazzuchelli, interpretato da Josh Radnor, doppiato da Renato Novara.[2]
- Gail Mazzuchelli, interpretata da Marley Shelton, doppiata da Valentina Mari.[3]
- Tracey Wolfe, interpretata da Rosie Perez, doppiata da Francesca Guadagno.[4]
- Lilette Suarez, interpretata da Auliʻi Cravalho, doppiata da Margherita De Risi.[5][6]
- Robbie Thorne, interpretato da Damon J. Gillespie, doppiato da Manuel Meli.
- Vanessa Suarez, interpretata da Shirley Rumierk, doppiata da Giuppy Izzo.[7]
- Coach Sam Strickland, interpretato da Joe Tippett, doppiato da Francesco Pezzulli.
- Simon Saunders, interpretato da Ted Sutherland, doppiato da Riccardo Suarez.
- Gwen Strickland, interpretata da Amy Forsyth, doppiata da Rossa Caputo.
- Maashous Evers, interpretato da Rarmian Newton, doppiato da Jacopo Castagna.
- Gordy Mazzuchelli, interpretato da Casey Johnson, doppiato da Alessio Nissolino.
- Kaitlin Mazzuchelli, interpretata da Taylor Richardson, doppiata da Sara Labidi.

### Ricorrenti
- Michael Hallowell, interpretato da Ellie Desautels, doppiata da Isabella Benassi.[8]
- Annabelle Bowman, interpretata da Shannon Purser, doppiata da Giulia Catania.[9]
- Jeremy Travers, interpretato da Sean Grandillo, doppiato da Mirko Cannella.[10]
- Lexi, interpretata da Alexis Molnar, doppiata da Laura Proscio.
- Cheryl, interpretata da Tiffany Mann, doppiata da Carmen Iovine.
- Violet, interpretata da Caroline Pluta, doppiata da
- Denise Strickland, interpretata da Jennifer Ferrin, doppiata da Roberta Pellini.
- Patricia Saunders, interpretata da Stephanie J. Block, doppiata da Emanuela D'Amico.[11]
- Robert Saunders, interpretato da Stephen Plunkett, doppiato da Ivan Andreani.
- Detrell Thorne, interpretato da Mark Tallman, doppiato da Riccardo Scarafoni.
- Andy Kranepool, interpretato da Diallo Riddle, doppiato da Carlo Scipioni.[12]
- Sig. Baer, interpretato da Tom Riis Farrell, doppiato da Emanuele Durante.
- Sundeep, interpretato da Niloy Alam, doppiato da Mattia Nissolino.

## Episodi
| Stagione       | Episodi | Prima TV USA | Prima TV Italia |
| -------------- | ------- | ------------ | --------------- |
| Prima stagione | 10      | 2018         | 2018            |

## Produzione
L'episodio pilota venne ordinato il 4 maggio 2017, insieme a quello di The Brave.
L'11 maggio 2018, la serie è stata cancellata dopo una sola stagione.

## Distribuzione
Negli Stati Uniti la serie è stata trasmessa sulla NBC dal 13 marzo al 15 maggio 2018.
In Italia, la serie è stata trasmessa in prima tv assoluta dal 7 settembre al 9 novembre 2018 su Premium Stories. 
 In chiaro è andata in onda dal 5 luglio al 30 agosto 2020 in seconda serata su Canale 5 a giorni alterni ogni settimana.

## Colonna sonora
L'11 maggio 2018 è stata pubblicata la colonna sonora della serie. L'album, composto da 24 tracce, vede canzoni realizzate dal cast e cover di: Perfect di Ed Sheeran, Scars to Your Beautiful di Alessia Cara, Carry On dei Fun. e Glorious di Macklemore.

## Promozione
Il trailer ufficiale della serie, venne rilasciato il 24 novembre 2017.

## Accoglienza
La serie venne accolta in maniera mista dalla critica. Sull'aggregatore di recensioni Rotten Tomatoes ha un indice di gradimento del 59% con un voto medio di 6,21 su 10, basato su 37 recensioni. Il commento del sito recita: "L'ammirevole obiettivo di Rise di ispirare il pubblico con una rappresentazione basata sul teatro delle scuole superiori è sottosquadrato dai personaggi di serie e una presunzione sconvolgente che è più commovente di quanto sia mai riuscito a essere", mentre su Metacritic ha un punteggio di 59 su 100, basato su 27 recensioni.